# Carolee Schneemann
Carolee Schneemann   (Fox Chase, 12 d'octubre de 1939 - New Paltz, 6 de març de 2019) va ser una artista visual nord-americana, coneguda per les seves performances i les seves obres multimèdia sobre el cos, la sexualitat i el gènere. Va experimentar amb pintures, escultures, collages i diferents entorns en una exploració de l’art, la vida i el cos.
Ha exposat al Museu d'Art Contemporani de Los Angeles, el Museu d'Art Modern de Nova York i el London National Film Theatre, entre d'altres. Les seves obres inclouen Eye Body (1963), Meat Joy (1964), Interior Scroll (1975). També va ser professora al California Institute of the Arts, al School of the Art Institute of Chicago, el Hunter College i la Universitat Rutgers. La seva obra s'associa amb diferents moviments com el Fluxus, neodadaisme, el Beat Generation i els happenings.

## Obra
L’obra de Carolee Schneemann comprèn fotografies, vídeos, instal·lacions, happenings i performances. Va començar a treballar com a pintora expressionista abstracta, i ella mateixa es considera «una pintora que ha deixat la tela per activar l'espai real i el temps viscut».
Influenciada en una etapa primerenca del seu desenvolupament per l’obra del psicoanalista austríac Wilhelm Reich sobre l'alliberament personal i l'expressió eròtica de l’individu, en les seves obres sobre paper Schneemann va incorporar la ideologia feminista a un teatre erogen. En la sèrie Image as (Imatge com, 1973-1974) Schneemann va utilitzar collages fotogràfics i va fer un muntatge de textos trobats i anècdotes personals en tires còmiques —cartoon strips, en anglès, tot jugant amb el doble sentit de strip (tira i despullar), ja que l’artista hi apareix nua.
En conjunt, les tres obres d’Image as funcionen com a instantànies del procés artístic de Schneemann: un àmbit privat d’escriptura, el dibuix i la creació d’objectes que són suport de la pràctica de fer performances i pel·lícules vives i intenses, sovint en col·laboració. El procés de Schneemann ha tingut una enorme influència en diferents generacions d’artistes més joves interessats en experiències d’immersió en l'erotisme i el component físic, impulsats per un rigorós compromís intel·lectual.